# Viens
Viens é uma comuna francesa na região administrativa da Provença-Alpes-Costa Azul, no departamento de Vaucluse. Estende-se por uma área de 34,59 km². Em 2010 a comuna tinha 657 habitantes (densidade: 19 hab./km²).